# Jean-François Lepigeon de Boisval
Jean-François Lepigeon de Boisval est un homme politique français né le 3 juin 1759 à Avranches (Manche) et décédé le 13 avril 1831 à Coutances (Manche).
Reçu avocat en 1780, il est président de l'élection de Coutances en 1786, il est juge suppléant au tribunal civil de la Manche en 1790. Député de la Manche de 1791 à 1792, il est ensuite juge au tribunal civil de Coutances et vice-président de ce tribunal.

## Sources
- « Jean-François Lepigeon de Boisval », dans Adolphe Robert et Gaston Cougny, Dictionnaire des parlementaires français, Edgar Bourloton, 1889-1891 [détail de l’édition]